# 拉科羅塔島動植物保護區

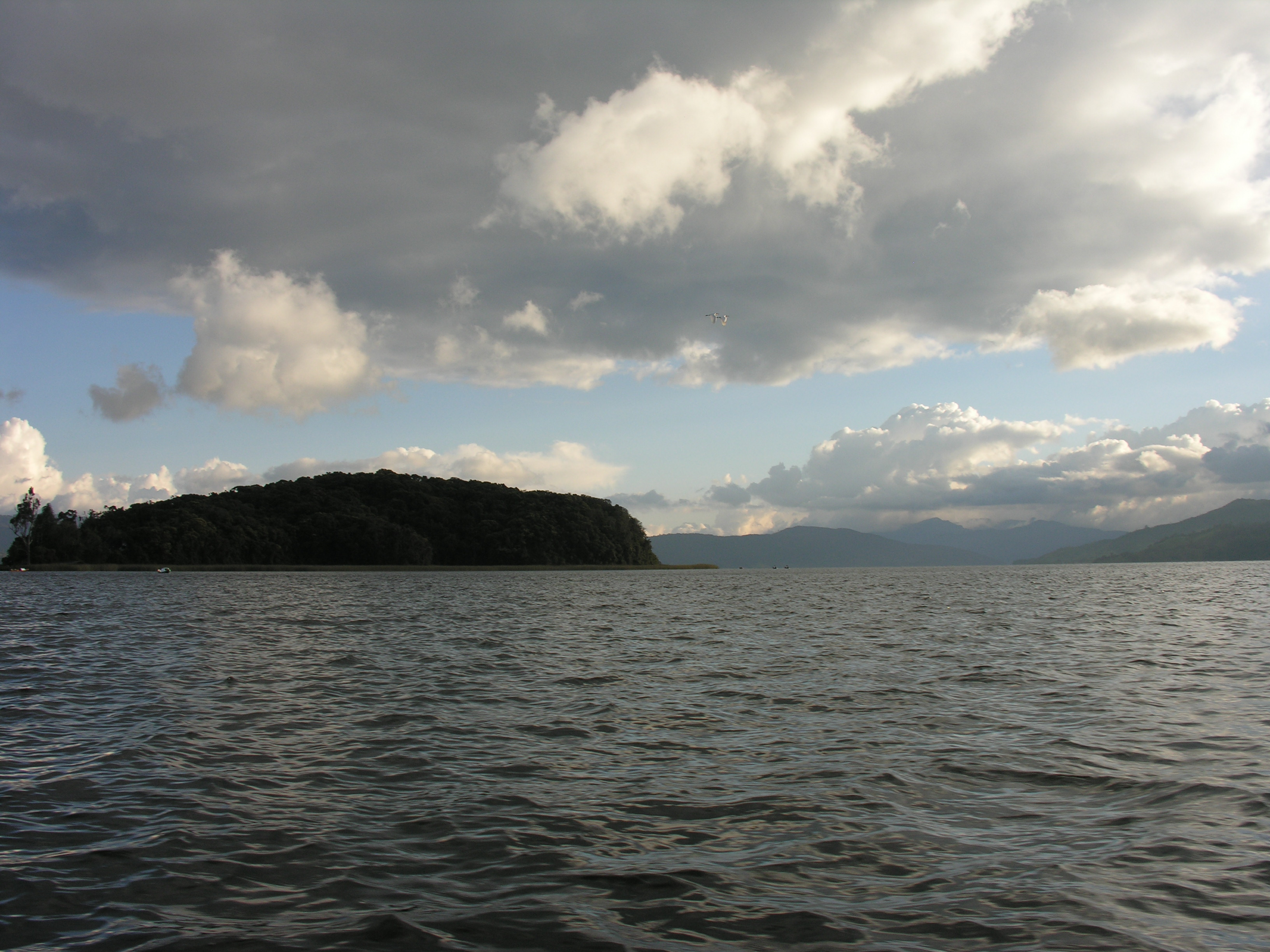

拉科羅塔島動植物保護區（西班牙語：Santuario de fauna y flora Isla de La Corota），是哥倫比亞的自然保護區，位於該國西南部納里尼奧省，成立於1977年6月，面積0.16平方公里，每年平均降雨量約2,000毫米。